# Jorge Valderrama
Jorge Valderrama (1906. december 12. – 1968) bolíviai válogatott labdarúgó.
A bolíviai válogatott tagjaként részt vett az 1930-as világbajnokságon és az 1926-os és az 1927-es Dél-amerikai bajnokságon.

## Külső hivatkozások
- Jorge Valderrama a FIFA.com honlapján Archiválva 2015. február 4-i dátummal a Wayback Machine-ben